# Fotowirtschaft
Als Fotowirtschaft bezeichnet man
1. die Gesamtheit der zur fotografischen Branche zugehörigen produzierenden Unternehmen und Dienstleister (Fotoindustrie) sowie
2. eine 1950 begründete, monatlich erscheinende Fachzeitschrift (FOTOwirtschaft – Das Wirtschaftsmagazin für die Fotobranche) aus dem Jahr Top Special Verlag mit einer verkauften Auflage von 3.016 Exemplaren (Stand Januar 2014).[1]

In der produzierenden Fotowirtschaft wird klassisch unterschieden zwischen:
- fotochemischer Industrie – Herstellung von fotografischem Aufnahmematerial (wie Negativ- oder Diafilme), Papier, Entwickler usw.
- fototechnischer Industrie – Herstellung von fotografischen Apparaten, Objektiven, Bildsensoren, Projektoren, Messgeräten, Stativen, Blitzgeräten, Studioleuchten, Fotogeneratoren, Bildbearbeitungsprogrammen usw.

Heute kommt noch der Bereich des Imaging, insbesondere Digital Imaging, und Teile der Videoindustrie hinzu.

## Wirtschaftliche Kennzahlen
Ende der 1970er Jahre verfügten rund 77 Prozent aller deutschen Haushalte über einen Fotoapparat. Der Produktionswert der fotochemischen Industrie lag 1978 in der Bundesrepublik Deutschland bei 1,41 Milliarden DM, der der fototechnischen Industrie bei 2,04 Milliarden DM. Der Wert der weltweiten Produktion wurde auf 40 bis 45 Milliarden DM geschätzt, davon entfielen etwa 80 Prozent auf die USA, Japan und Deutschland.
Nach Angaben des Marktforschungsunternehmens Lyra Research wurden 1996 weltweit insgesamt 990.000 Digitalkameras abgesetzt.
Nach Branchenschätzungen wurden bereits 1999 neben 83 Milliarden analogen Fotografien schon 10 Milliarden Digitalbilder hergestellt.
Ab etwa 2001 ging der Verkauf von analogen Kameramodellen zurück; sowohl die Stückzahlen (−10 %) als auch der Umsatz (−13 %) gingen signifikant zurück. Bis etwa 1999 gab es eine etwa gleich verteilte Koexistenz von digitaler und analoger Fotografie.
Die Menge der digital gefertigten Fotos stieg von 157 Millionen im Jahr 2001 auf 400 Millionen im Jahr 2002. Rückläufig ist dagegen der Umsatz mit Rollfilmen; er ging um 17 Prozent auf 530 Millionen Euro zurück. 2002 wurden rund 5,4 Mio. Kameras im Wert von rund 1,25 Milliarden Euro verkauft, etwa drei Viertel der Summe entfallen auf Digitalkameras; dies entspricht rund 2,4 Mio. verkauften Digitalkameras. Insgesamt wurden Amateurfotoprodukte für rund 4,2 Milliarden Euro verkauft.
2003 wurden weltweit so viele Kameras verkauft, wie nie zuvor in einem Jahr: über 100 Millionen Stück. Rund 46 Prozent aller verkauften Kameras waren digitale, 54 Prozent analoge Modelle. Daneben wurden 420 Millionen Einwegkameras verkauft; nach anderen Berechnungen lag der Anteil der verkauften Digitalkameras bereits bei über 70 Prozent bei einem insgesamt wachsenden Markt. In Deutschland wurden im Jahr 2003 erstmals mehr Digitalkameras als analoge Kameras verkauft; nach Aussagen des Einzelhandels wurden 2004 bereits teilweise doppelt so viele digitale Geräte wie analoge Kameras abgesetzt.
Neben der Ausbreitung der Digitalfotografie in den Massenmarkt gibt es einen Trend zum Zurückdrängen der analogen Fotografie. Seit etwa 2004 ist beispielsweise eine großflächige Verdrängung fotochemischer Produkte aus dem Angebot von Fotohändlern und Elektronikmärkten zu beobachten: So ging das Produktsortiment an fotografischen Filmen gegenüber dem Vorjahr deutlich zurück. Die Entwicklung neuer Materialien für die Fotografie auf Silberfilm bleibt dennoch nicht stehen. Insgesamt sind zwischen 2006 und 2008 23 neue oder verbesserte Filmemulsionen auf den Markt gekommen.
Die Photokina 2006 zeigte, dass die Zeit der filmbasierten Kamera endgültig vorbei ist. Der Branchenverband Bitkom berichtet, dass im Jahr 2006 circa 58 Prozent aller Deutschen über 10 Jahren eine Digitalkamera verwendeten.
Im Jahr 2007 waren weltweit 91 Prozent aller verkauften Fotokameras digital, die herkömmliche Fotografie auf Filmen schrumpfte auf Nischenbereiche zusammen. Im Jahr 2011 besaßen rund 45,4 Millionen Personen in Deutschland einen digitalen Fotoapparat im Haushalt und im gleichen Jahr wurden in Deutschland rund 8,57 Millionen Digitalkameras verkauft.
Im Jahr 2010 wurden nach Angabe des japanischen Branchenverbandes CIPA weltweit rund 121,5 Mio. Digitalkameras verkauft.

## Verbände und Organisationen
Die Interessenvertretung der Foto- und Imagingindustrie in Deutschland ist der 1948 gegründete Photoindustrie-Verband e. V. (PIV) mit Sitz in Frankfurt am Main; vertreten werden die verschiedenen Sparten der Fotowirtschaft (Feinmechanik und Optik, Fotochemie, Fotoelektronik, Digital Imaging, Videotechnik und Zubehör) und ist Mitveranstalter der Photokina.
Der Foto-Einzelhandel wird in Deutschland durch den Bundesverband des Deutschen Foto-Fachhandels e. V. (BV Foto) mit Sitz in Köln vertreten; er schloss sich 2001 zusammen mit dem Bundesverband Technik des Einzelhandels (BVT), dessen Schwerpunkte Einzelhandelsunternehmen aus den Branchen Konsumelektronik, Telekommunikation, PC/Multimedia, Elektro-Hausgeräte, Küchen und Beleuchtung bilden. Beide Verbände sind dem Hauptverband des Deutschen Einzelhandels (HDE) angeschlossen.

## Messen und Ausstellungen
- Internationale Funkausstellung, Berlin
- Photokina – Weltmesse des Bildes, Köln